# Pariquera-Açu
Pariquera-Açu est une municipalité brésilienne de l'État de São Paulo et la Microrégion de Registro.